# Kirche Oepfershausen

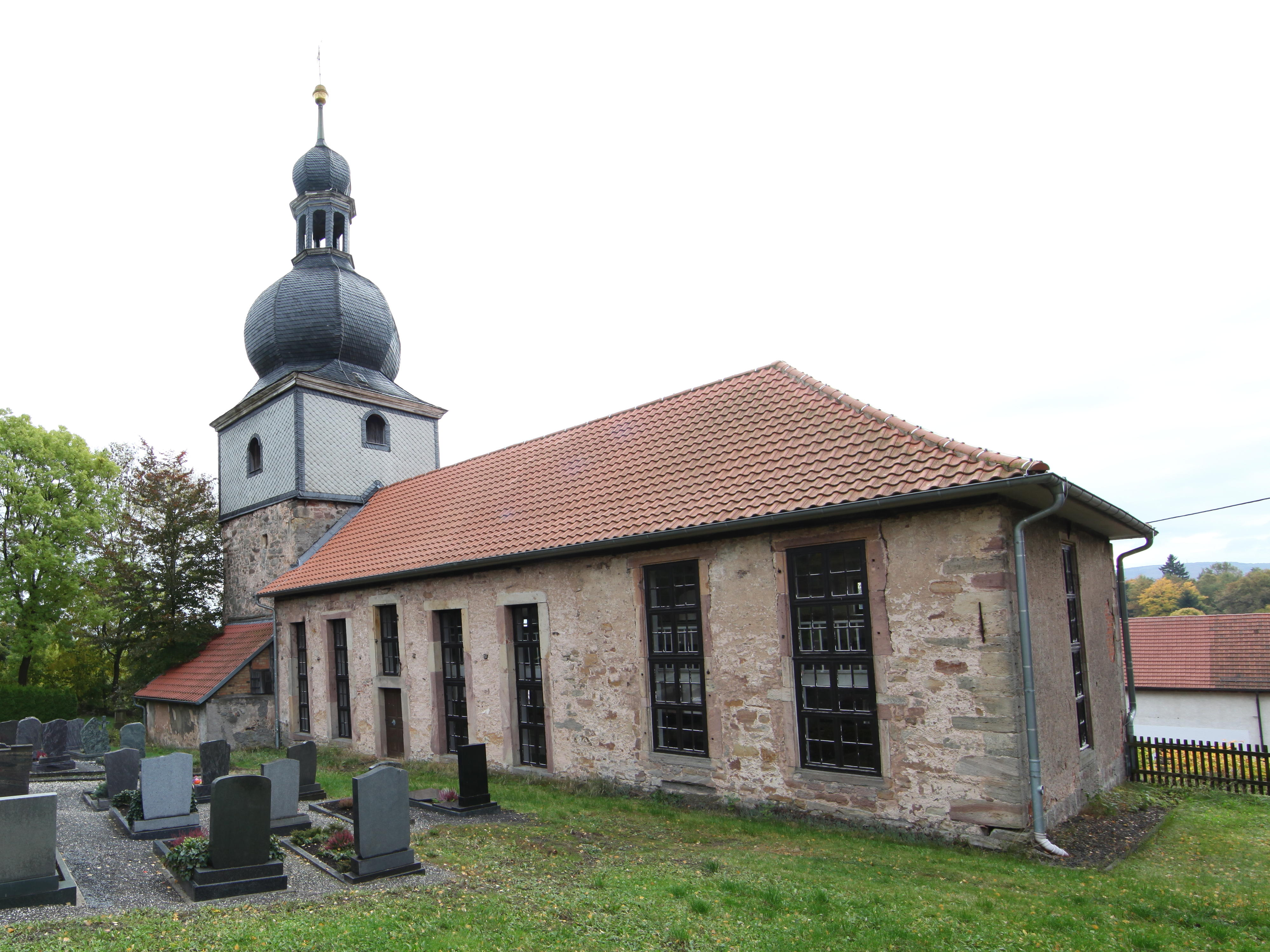
Kirche Oepfershausen

Die evangelisch-lutherische, denkmalgeschützte Kirche Oepfershausen steht in Oepfershausen, einem Ortsteil der Stadt Wasungen im Landkreis Schmalkalden-Meiningen von Thüringen. Die Kirchengemeinde Oepfershausen gehört zum Pfarrbereich Friedelshausen-Oepfershausen im Kirchenkreis Meiningen der Evangelischen Kirche in Mitteldeutschland.

## Beschreibung
Die Saalkirche wurde im Jahre 1718 auf den Grundmauern des Vorgängerbaus aus dem 15. Jahrhundert erbaut. Das rechteckige, mit einem abgewalmten Satteldach bedeckte Langhaus hat einen Chorturm im Osten, an den sich eine Apsis mit 3/8-Schluss anschließt. An der Südostecke des Turms befindet sich ein bärtiger Gaffkopf, der hier Christus statt üblicherweise den Baumeister darstellt. Der schiefergedeckte Turm hat eine achtseitige, zweifache und bauchige Haube, verbunden mit einem offenen Zwischenstück. 
Das Kirchenschiff hat dreiseitig umlaufende doppelstöckige Emporen, die für die Orgel befindet sich im Osten. Sie hat als Brüstung geschweifte barocke Baluster. Die barocke mechanische Orgel mit 13 Registern entstand um 1750, sie ist ein Werk von Johann Caspar Rommel. An der Westwand steht das Epitaph des Reichsfreiherrn Georg Friedrich von Auerochs von 1731, des Erbauers der Kirche und der letzte seines Geschlechts. Mit seiner Familie ist er in der Gruft an der Westwand der Kirche, die 1835 überbaut wurde, bestattet. 
Zur Kirchenausstattung gehört der Taufstein von 1567 aus Sandstein aus dem Vorgängerbau. Dazu gehört ein Taufbecken aus Messing, um 1500 gefertigt, mit der Darstellung der Verkündigung an Maria. Die mit jugendlichen Gaffköpfen und den vier Evangelisten verzierte hölzerne Kanzel wurde um 1600 gebaut, der barocke Schalldeckel gehört in die Zeit um 1720. Ein lebensgroßes barockes Kruzifix steht zwischen den Mittelfenstern des Altarraums.